# Iginio Straffi
Iginio Straffi (n. 30 mai 1965, Gualdo, Marche, Italia) este un animator italian și fost autor de benzi desenate. El este fondatorul și președintele Rainbow SpA, pe care o deține împreună cu compania americană de media Paramount Global. Straffi este creatorul serialelor de animație ale studioului Winx Club și Huntik: Secrets & Seekers, precum și co-creatorul serialului său de benzi desenate Maya Fox.
În timp ce era la universitate, Straffi a publicat prima sa poveste de benzi desenate într-un număr din 1985 al revistei Tilt. El a continuat să lucreze ca ilustrator de benzi desenate prin anii 1990, devenind în cele din urmă artistul creativ principal pentru seria Nick Raider de la Sergio Bonelli Editore. În 1995, Straffi a fondat Rainbow cu asistența lui Lamberto Pigini și Giuseppe Casali. Studioul a început cu un capital de 10.000 de euro, care a fost folosit în principal pentru achiziționarea de computere și software pentru design digital. Rainbow a oferit inițial servicii creative pentru alte companii până la asigurarea fondurilor pentru proiecte originale.
În 2004, creația lui Iginio Straffi Winx Club a avut premiera în Italia. Serialul a avut succes la nivel internațional și a atras atenția companiei media americane Viacom, proprietara Nickelodeon și Paramount Pictures. După o „curtație lungă”, în februarie 2011, Viacom a devenit coproprietar al Rainbow, achiziționând 30% din studio și lăsând restul de 70% lui Straffi. Achiziția a fost numită „cel mai important acord al lui Straffi” de către L'espresso, deoarece a dus la distribuirea la nivel mondial a emisiunilor Rainbow de către Paramount și Nickelodeon, precum și diverse coproducții. Începând cu 2019, Straffi continuă să lucreze în roluri creative la Rainbow, dar și-a mutat atenția de la animație la acțiune live. Printre primele sale lucrări live-action se numără Nickelodeon's Club 57 și Fate: The Winx Saga, o adaptare a Winx Club.